# Чемпіонат Європи із самбо 2023
XLII чемпіонат Європи із самбо пройшов з 18 по 23 квітня 2023 року в місті Хайфа (Ізраїль).
У змаганнях брали участь 479 спортсменів з 23 країн. Спортсмени Росії, Білорусі і Франції виступали у нейтральному статусі під егідою Міжнародної федерації самбо. Паралельно з дорослими проходили змагання серед кадетів, юнаків і юніорів.
Український уряд звертався до Міністерства культури і спорту Ізраїлю та муніципалітету Хайфи з вимогою скасувати проведення чемпіонату Європи з самбо за участю російських та білоруських спортсменів. Після того, як ці спортсмени були допущені до змагань, як нейтральні під егідою МФС, українська сторона відмовилась брати участь у чемпіонаті.

## Медалісти

### Чоловіки
| Вагова категорія | Золото                    | Срібло                          | Бронза                                                  |
| ---------------- | ------------------------- | ------------------------------- | ------------------------------------------------------- |
| до 58 кг         | Володимир Гладких Росія   | Вахтанг Чидрашвілі Грузія       | Мехман Халілов Азербайджан Тигран Кіракосян Вірменія    |
| до 64 кг         | Руслан Багдасарян Росія   | Мірфаттах Сеїдалієв Азербайджан | Нарек Даллакян Вірменія Мілош Самарджич Сербія          |
| до 71 кг         | Алі Турсунов Росія        | Владислав Саяпін Білорусь       | Міндіа Лілуашвілі Грузія Хаджали Гасимов Азербайджан    |
| до 79 кг         | Уалі Куржев Росія         | Іван Харков Болгарія            | Ілля Ломиворотов Росія Борис Шатверян Вірменія          |
| до 88 кг         | Сергій Кірюхін Росія      | Георгі Бодирлау Румунія         | Олександр Круглик Білорусь Джейхун Гусейнов Азербайджан |
| до 98 кг         | Арсен Ханджян Вірменія    | Давид Лоріашвілі Грузія         | Сергій Лесяк Білорусь Альсім Черноскулов Росія          |
| понад 98 кг      | Георгій Кавтарадзе Грузія | Владімір Гажич Сербія           | Антон Брачов Росія Ілля Жупіков Білорусь                |

### Жінки
| Вагова категорія | Золото                    | Срібло                      | Бронза                                             |
| ---------------- | ------------------------- | --------------------------- | -------------------------------------------------- |
| до 50 кг         | Сефора Корчер Франція     | Крістіна Бланару Румунія    | Тетяна Федорова Росія Крістіна Касас Іспанія       |
| до 54 кг         | Маргарита Барнєва Росія   | Варсік Григорян Вірменія    | Віра Зорєва Молдова Альона Купава Білорусь         |
| до 59 кг         | Альона Альохіна Росія     | Христина Бондар Румунія     | Яна Беганська Білорусь Іва Іванова Болгарія        |
| до 65 кг         | Катерина Онопрієнко Росія | Даніела Ждан Білорусь       | Сем Ван Дун Нідерланди Анда Валвой Румунія         |
| до 72 кг         | Анжела Жилінська Білорусь | Ольга Малейка Румунія       | Аліс Шлезінгер Ізраїль Наомі Оверкамп Нідерланди   |
| до 80 кг         | Альона Прокопенко Росія   | Леа Катаріна Гобек Хорватія | Катерина Москальова Румунія Евеліна Казаку Молдова |
| понад 80 кг      | Анжела Гаспарян Росія     | Катерина Калюжна Румунія    | Валерія Хрущова Білорусь Елене Кебадзе Грузія      |

### Бойове самбо
| Вагова категорія | Золото                     | Срібло                      | Бронза                                                      |
| ---------------- | -------------------------- | --------------------------- | ----------------------------------------------------------- |
| до 58 кг         | Алдар Намсараєв Росія      | Борис Кандов Болгарія       | Манзорро Лукас Алехандро Іспанія Мхітар Мхітарян Вірменія   |
| до 64 кг         | Павло Пантєлєєв Росія      | Євгеній Міхно Білорусь      | Делян Ілієв Болгарія Алехандро Санчес Гарсія Іспанія        |
| до 71 кг         | Ролан Зіннатов Росія       | Еміль Незіров Болгарія      | Лука Перкович Словенія Таріель Аббасов Ізраїль              |
| до 79 кг         | Асланбек Кодзаєв Росія     | Фернандо Діас Іспанія       | Едуард Куцко Білорусь Імре Дієліс Угорщина                  |
| до 88 кг         | Джамбулат Меджидов Росія   | Євгеній Алексієвич Білорусь | Давид Вольфман Ізраїль Джосіп Превісік Боснія і Герцеговина |
| до 98 кг         | Арман Аванесян Вірменія    | Роман Дамієв Білорусь       | Маріно Дуганжич Боснія і Герцеговина Віктор Нємков Росія    |
| понад 98 кг      | Шаміль Курамагомедов Росія | Валентин Наталевич Білорусь |                                                             |